# Росохате-Косьцельне
Росоха́те-Косьце́льне (пол. Rosochate Kościelne) — деревня в Высокомазовецком повете Подляского воеводства Польши. Входит в состав гмины Чижев. Находится примерно в 12 км к юго-западу от города Высоке-Мазовецке. По данным переписи 2011 года, в деревне проживало 369 человек.

## История
С 1458 года в селе действует костёл Святой Дорофеи (Дороты).
В 1827 году здесь проживало 67 жителей в 9 домах. В конце XIX века в селе действовало начальное народное училище, проживало 236 жителей в 30 домах.
В 1921 году в селе было 83 жилых дома и 500 жителей (239 мужчин и 261 женщина).

## Известные уроженцы
- Хенрык Скаржиньский — польский врач, оториноларинголог, аудиолог, фониатр.